# Saint-Didier-en-Brionnais
Saint-Didier-en-Brionnais est une commune française située dans le département de Saône-et-Loire, en région Bourgogne-Franche-Comté.

## Géographie
Saint-Didier est un village du Brionnais. Le bourg est situé sur la rive gauche de l'Arconce, affluent de la Loire. Semur-en-Brionnais est à 11 km, Marcigny à 12, La Clayette à 18, Charolles à 21 et Paray-le-Monial à 24.

### Accès
Saint-Didier est traversée par la route départementale 108.
Les gares SNCF les plus proches sont celles de La Clayette et de Paray-le-Monial.

### Climat
Pour des articles plus généraux, voir Climat de la Bourgogne-Franche-Comté et Climat de Saône-et-Loire.
En 2010, le climat de la commune est de type climat océanique dégradé des plaines du Centre et du Nord, selon une étude du Centre national de la recherche scientifique s'appuyant sur une série de données couvrant la période 1971-2000. En 2020, Météo-France publie une typologie des climats de la France métropolitaine dans laquelle la commune est exposée à un climat océanique altéré et est dans la région climatique Centre et contreforts nord du Massif Central, caractérisée par un air sec en été et un bon ensoleillement.
Pour la période 1971-2000, la température annuelle moyenne est de 10,8 °C, avec une amplitude thermique annuelle de 16,7 °C. Le cumul annuel moyen de précipitations est de 853 mm, avec 12,2 jours de précipitations en janvier et 7,6 jours en juillet. Pour la période 1991-2020, la température moyenne annuelle observée sur la station météorologique de Météo-France la plus proche, « Briant », sur la commune de Briant à 4 km à vol d'oiseau, est de 11,7 °C et le cumul annuel moyen de précipitations est de 930,7 mm. 
La température maximale relevée sur cette station est de 40 °C, atteinte le 12 août 2003 ; la température minimale est de −14,7 °C, atteinte le 31 décembre 1996,,.
Les paramètres climatiques de la commune ont été estimés pour le milieu du siècle (2041-2070) selon différents scénarios d'émission de gaz à effet de serre à partir des nouvelles projections climatiques de référence DRIAS-2020. Ils sont consultables sur un site dédié publié par Météo-France en novembre 2022.

## Urbanisme

### Typologie
Au 1er janvier 2024, Saint-Didier-en-Brionnais est catégorisée commune rurale à habitat très dispersé, selon la nouvelle grille communale de densité à sept niveaux définie par l'Insee en 2022.
Elle est située hors unité urbaine et hors attraction des villes,.

### Occupation des sols
L'occupation des sols de la commune, telle qu'elle ressort de la base de données européenne d’occupation biophysique des sols Corine Land Cover (CLC), est marquée par l'importance des territoires agricoles (89,4 % en 2018), une proportion identique à celle de 1990 (89,4 %). La répartition détaillée en 2018 est la suivante : prairies (89,4 %), forêts (10,6 %). L'évolution de l’occupation des sols de la commune et de ses infrastructures peut être observée sur les différentes représentations cartographiques du territoire : la carte de Cassini (XVIIIe siècle), la carte d'état-major (1820-1866) et les cartes ou photos aériennes de l'IGN pour la période actuelle (1950 à aujourd'hui).

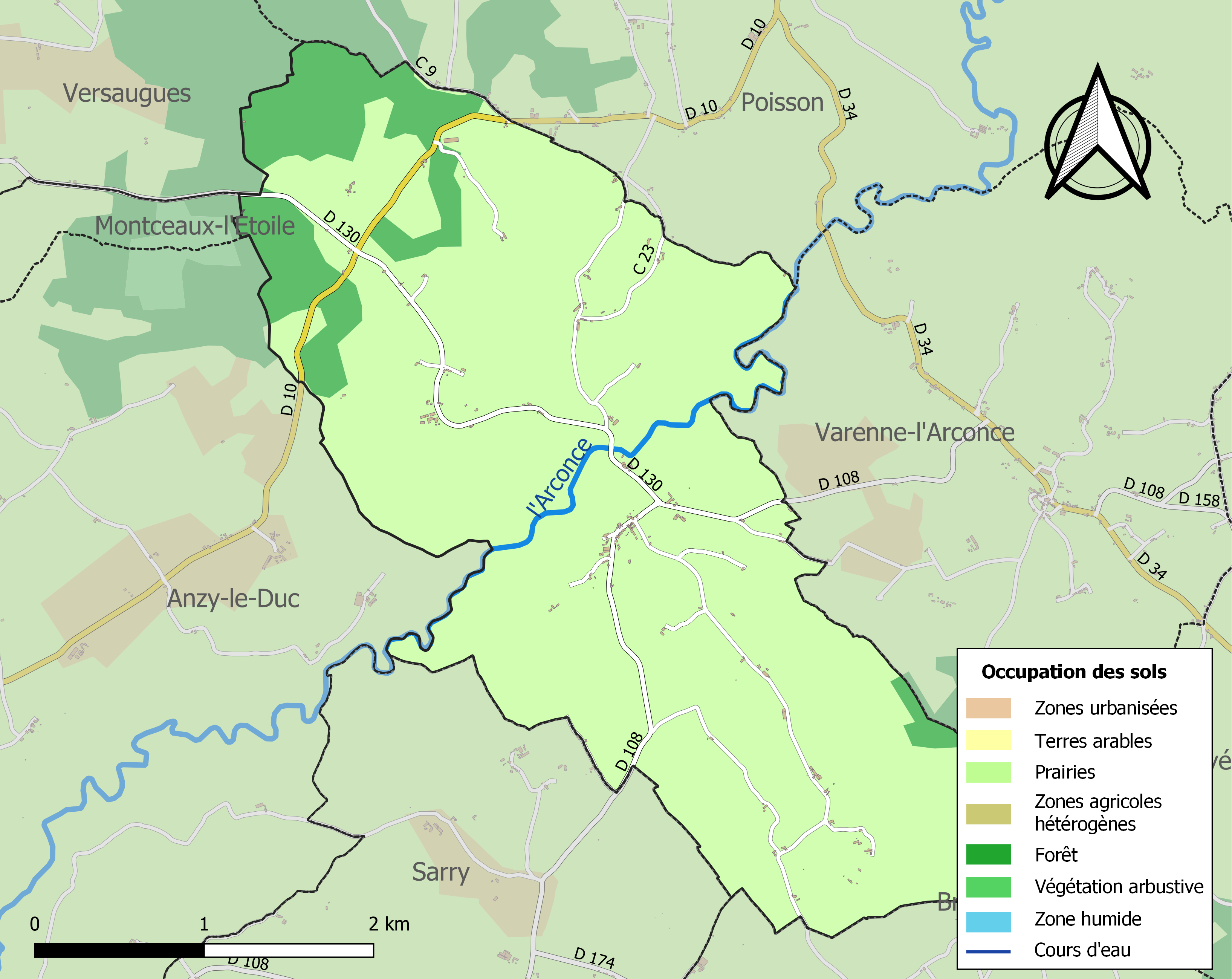
Carte des infrastructures et de l'occupation des sols de la commune en 2018 (CLC).

## Histoire
Sur le territoire de la commune, la présence d'activité humaine est avérée à l'époque gallo-romaine. C'est attesté par la découverte, faite en 1934, par un ancien maire de la commune, Louis Lacroix, d'ossements, de tuiles romaines, de poteries anciennes, du col d'une amphore en terre cuite blanche. Une partie de ces objets est au musée de la Tour de Marcigny.
Au Moyen Âge, Saint-Dider-en-Brionnais est une paroisse qui appartient au diocèse d'Autun, et  dépend de l'archiprêtré et de la recette de Semur-en-Brionnais. Une partie de la paroisse est rattachée à la justice de Sarry, dans le bailliage de Semur, et une autre dépend de la justice du prieuré de Marcigny, dans le bailliage de Mâcon. Cette dernière partie correspond aux hameaux de Chérance et de Montraphon,  fiefs du prieuré de Marcigny depuis 1281, et au hameau la Brosse du Busseuil, autre fief donné à la prieure de Marcigny en 1063.
Durant la Renaissance, de nouveaux liens seigneuriaux se nouent : Huguenin du Blé, seigneur de Cormatin, de Cussy la Colonne, Sienne, Clos-du-Couzot  épouse, le 7 juillet 1513, Anne de la Magdeleine, fille de Marguerite d'Audebert et sœur d'Edouard de la Magdeleine, seigneur de Saint-Didier...

## Politique et administration
| Période                                  | Période      | Identité        | Étiquette | Qualité |
| ---------------------------------------- | ------------ | --------------- | --------- | --- |
| Mars 1977                                | Juillet 2020 | André Mamessier | DVD       | Chef d'entreprise - président de la communauté de communes - conseiller général du canton de Semur-en-Brionnais (2004-2015) |
| Juillet 2020                             | En cours     | René Sarroca    | DVD       | Retraité |
| Les données manquantes sont à compléter. |              |                 |           | |

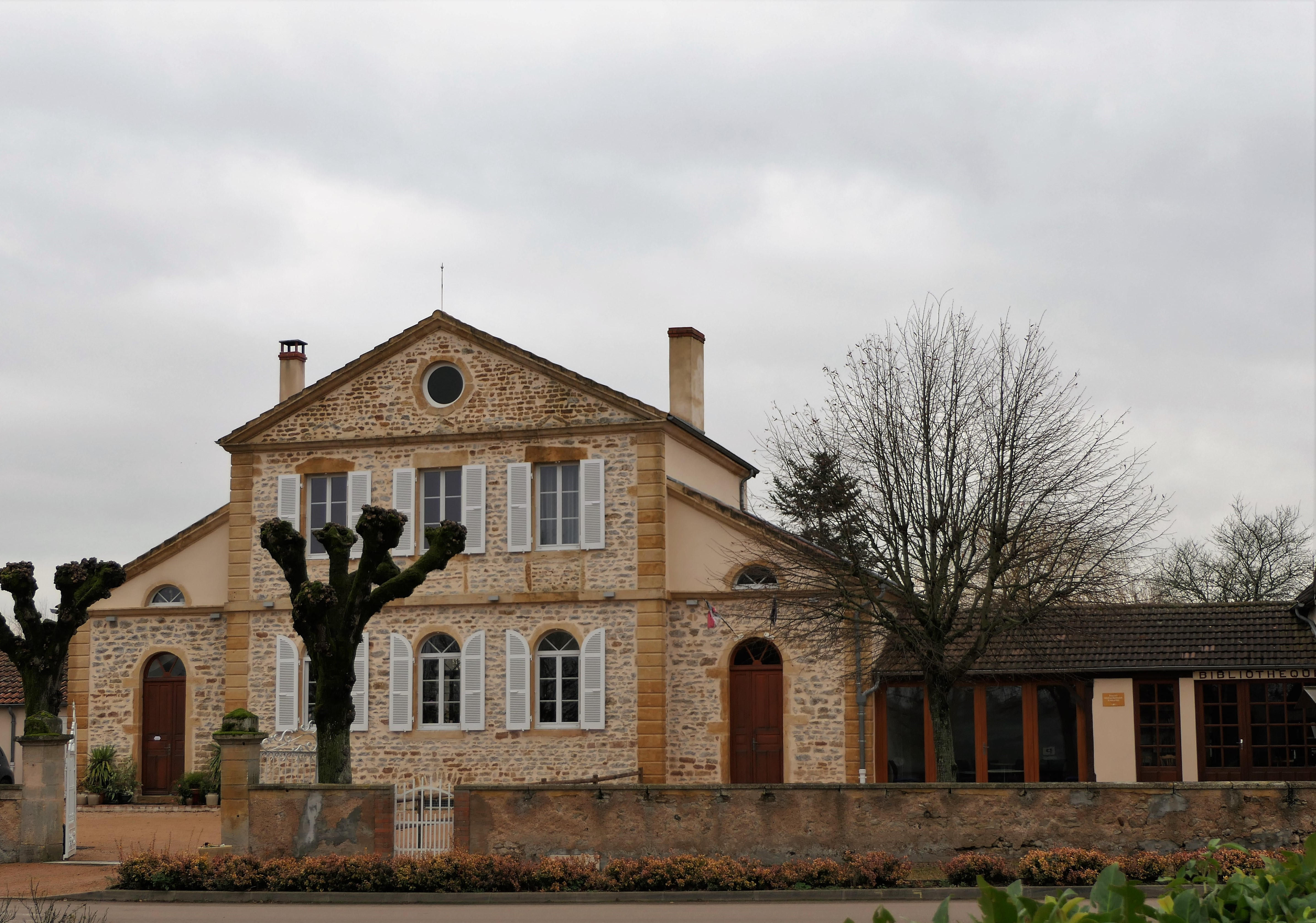
L'ancienne école et la mairie.
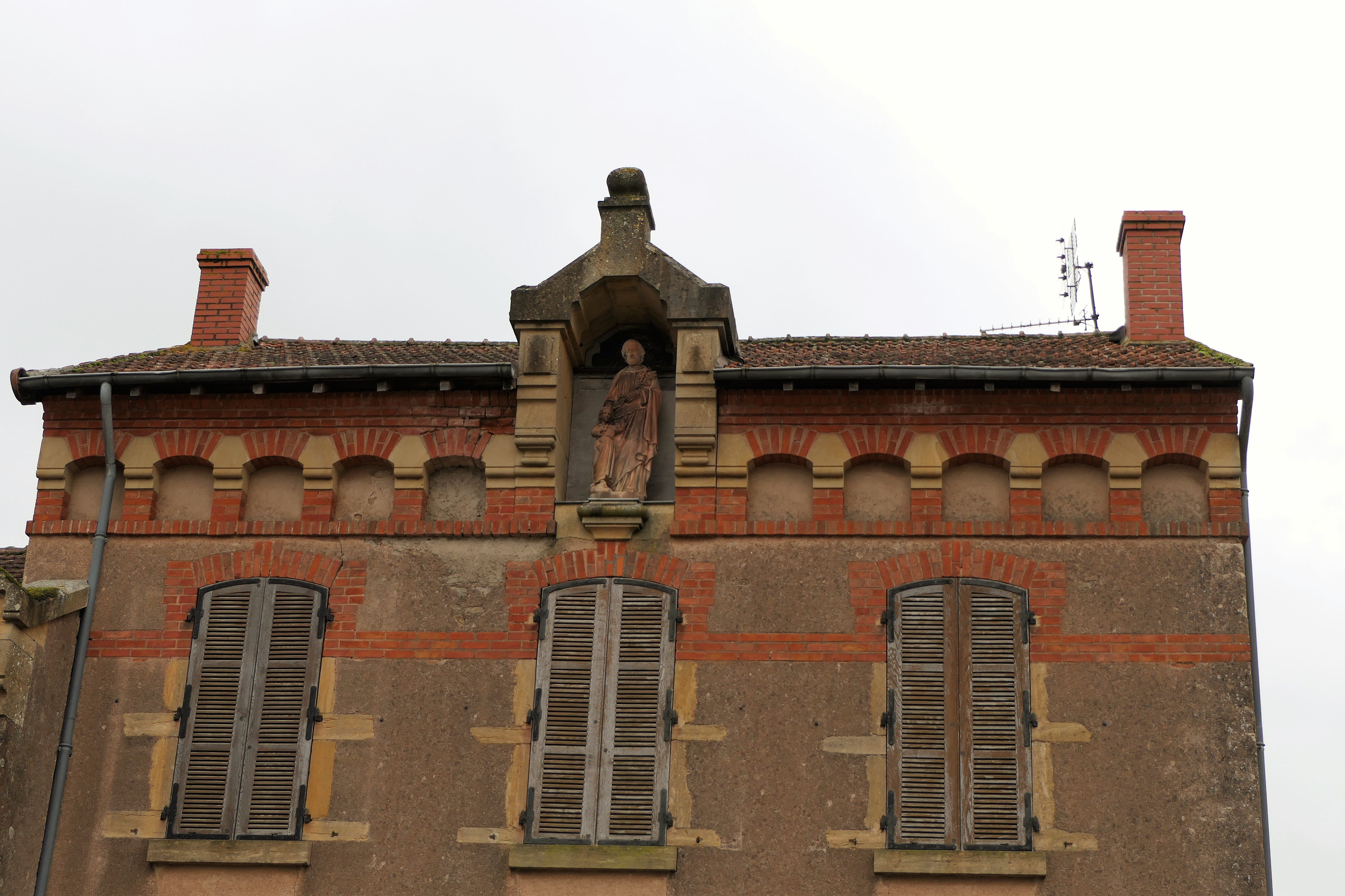
Ancienne école de filles (privée) avec sculpture de Joseph et Jésus.
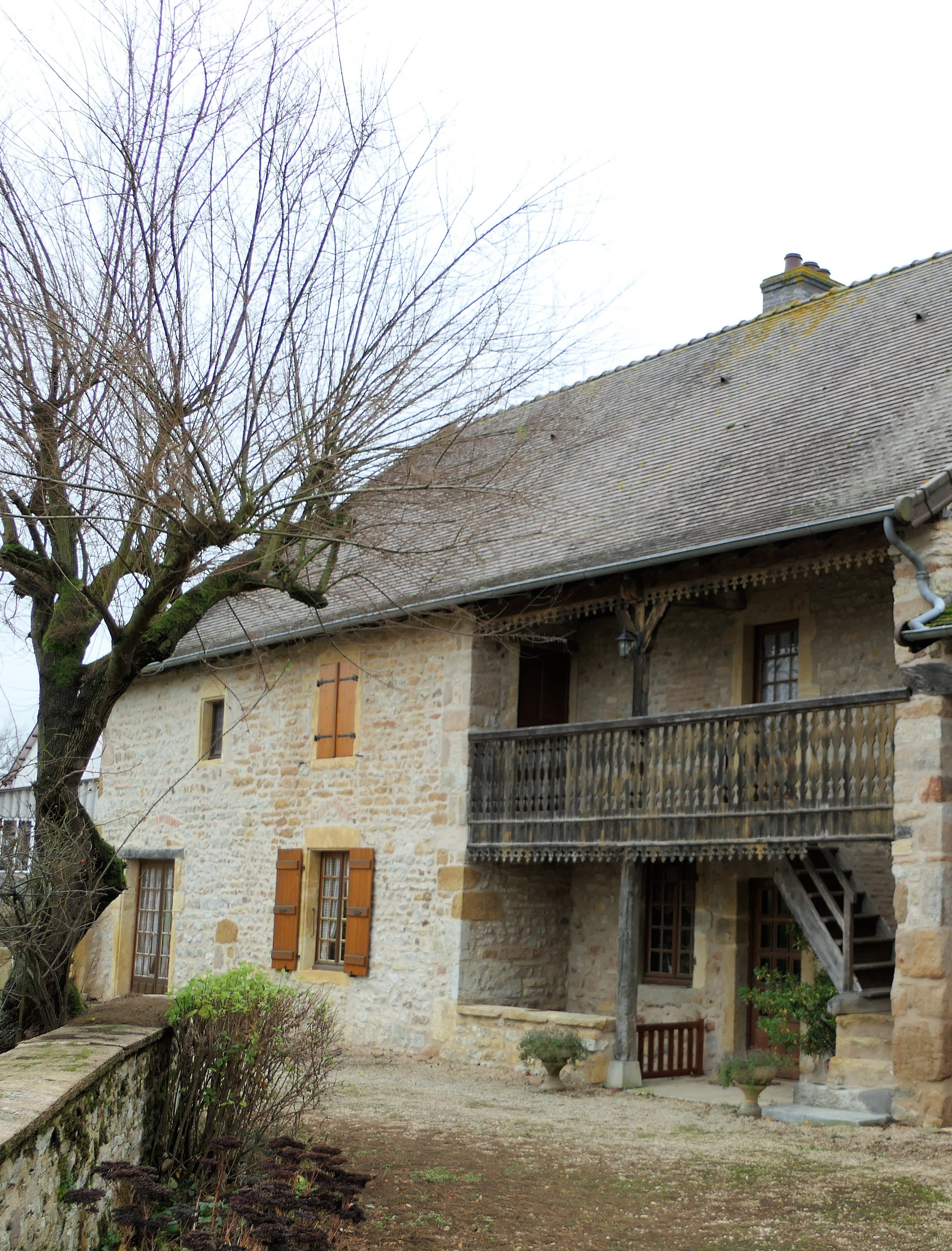
Architecture civile brionnaise.

## Démographie
L'évolution du nombre d'habitants est connue à travers les recensements de la population effectués dans la commune depuis 1793. Pour les communes de moins de 10 000 habitants, une enquête de recensement portant sur toute la population est réalisée tous les cinq ans, les populations de référence des années intermédiaires étant quant à elles estimées par interpolation ou extrapolation. Pour la commune, le premier recensement exhaustif entrant dans le cadre du nouveau dispositif a été réalisé en 2007.

En 2022, la commune comptait 122 habitants, en évolution de −13,48 % par rapport à 2016 (Saône-et-Loire : −1,06 %, France hors Mayotte : +2,11 %).
| 1793 | 1800 | 1806 | 1821 | 1831 | 1836 | 1841 | 1846 | 1851 |
| ---- | ---- | ---- | ---- | ---- | ---- | ---- | ---- | ---- |
| 344  | 345  | 348  | 346  | 361  | 416  | 432  | 445  | 464  |

| 1856 | 1861 | 1866 | 1872 | 1876 | 1881 | 1886 | 1891 | 1896 |
| ---- | ---- | ---- | ---- | ---- | ---- | ---- | ---- | ---- |
| 424  | 417  | 410  | 404  | 409  | 412  | 380  | 386  | 370  |

| 1901 | 1906 | 1911 | 1921 | 1926 | 1931 | 1936 | 1946 | 1954 |
| ---- | ---- | ---- | ---- | ---- | ---- | ---- | ---- | ---- |
| 363  | 365  | 327  | 271  | 247  | 265  | 257  | 233  | 200  |

| 1962 | 1968 | 1975 | 1982 | 1990 | 1999 | 2006 | 2007 | 2012 |
| ---- | ---- | ---- | ---- | ---- | ---- | ---- | ---- | ---- |
| 203  | 188  | 155  | 146  | 133  | 150  | 147  | 146  | 154  |

| 2017 | 2022 | - | - | - | - | - | - | - |
| ---- | ---- | - | - | - | - | - | - | - |
| 134  | 122  | - | - | - | - | - | - | - |

## Culture locale et patrimoine

### Lieux et monuments
L'église paroissiale  est de style néo-gothique. Elle a été édifiée à la fin du XIXe siècle à une date imprécise (elle était en projet en 1869 et était en service en 1900). Elle comprend une nef unique à trois travées, avec un transept saillant et une abside semi-circulaire, précédée d'une travée de chœur.

L'élément le plus notable est un retable baroque en bois doré, placé dans la chapelle, côté droit.

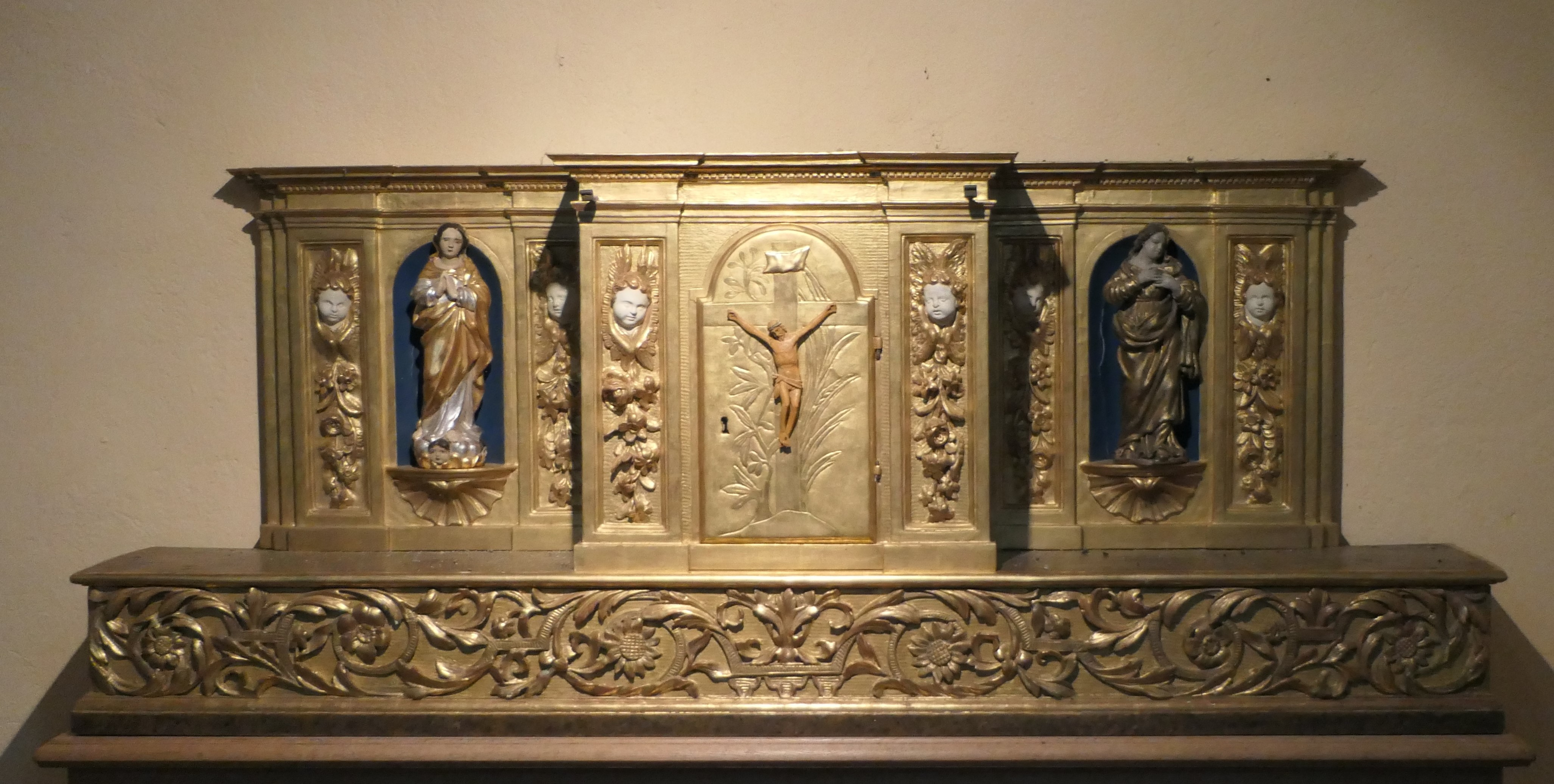
Le retable de l'église de Saint-Didier-en-Brionnais.
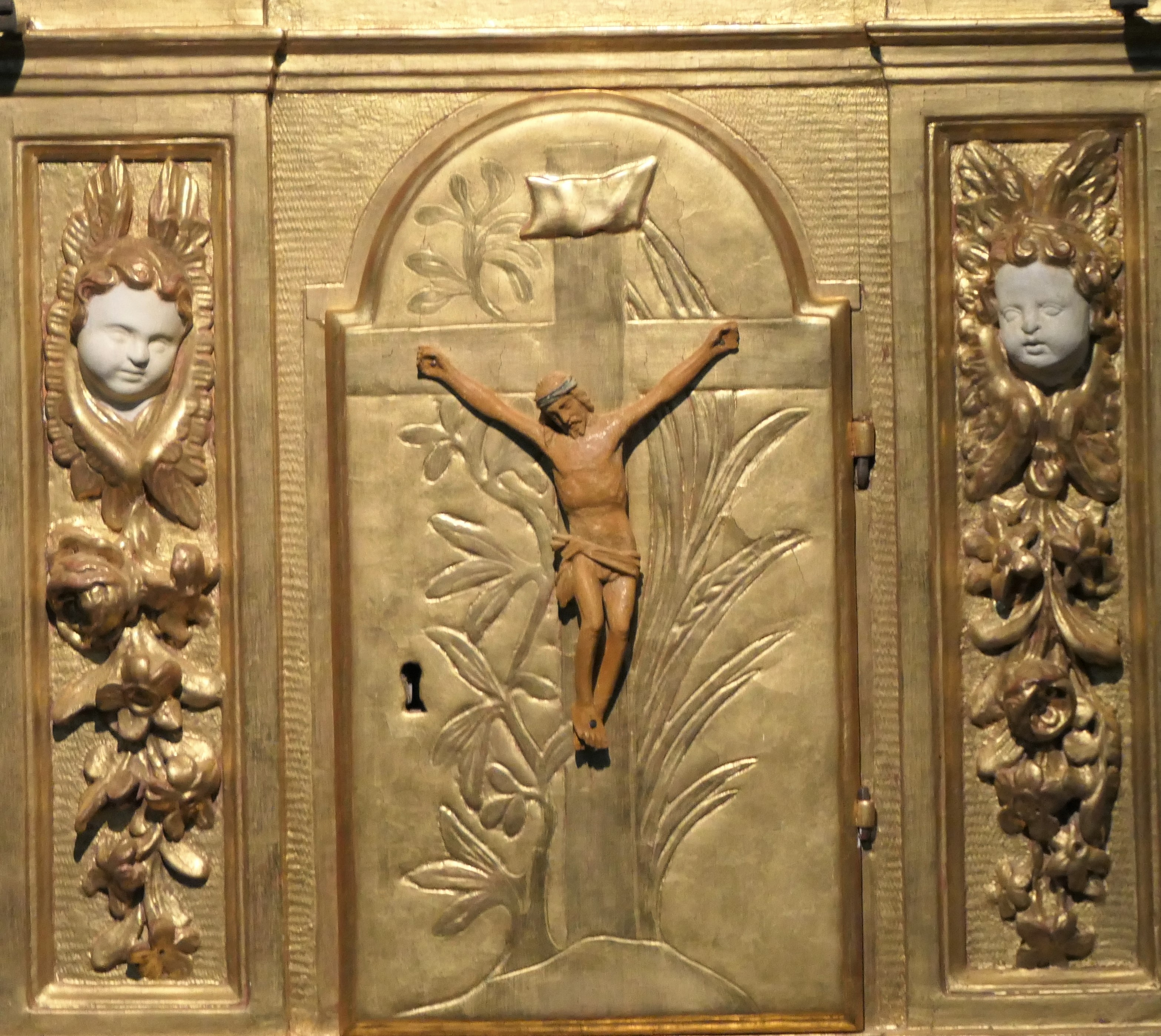
Détail du retable (partie centrale, tabernacle).
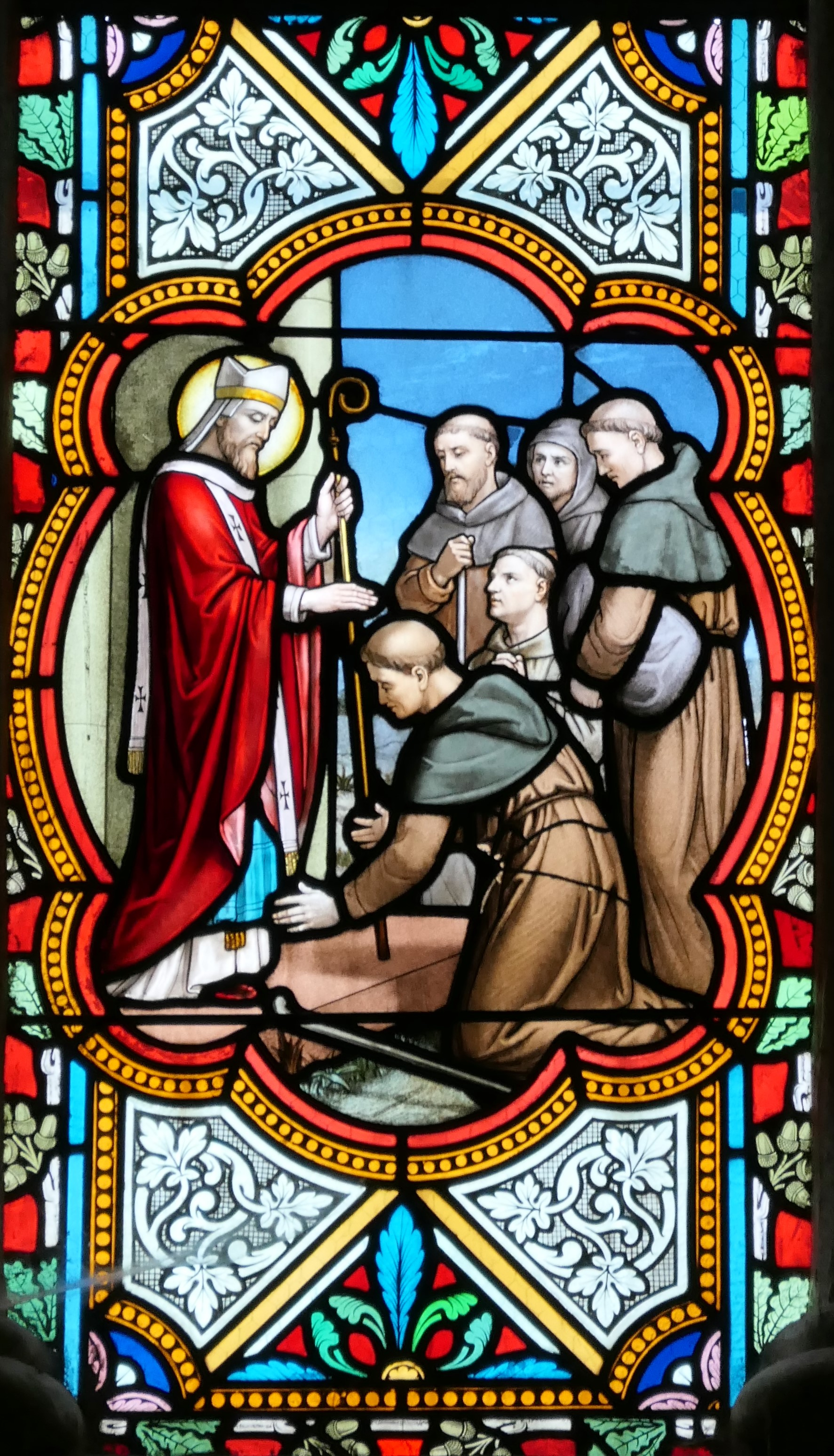
Détail d'un vitrail de l'église.

### Personnalités liées à la commune
- Eugène Déchelette (1906-1973), Compagnon de la Libération, résistant et industriel français, y est inhumé en son cimetière.

## Pour approfondir